# Olios maculinotatus
Olios maculinotatus är en spindelart som beskrevs av Embrik Strand 1909. Olios maculinotatus ingår i släktet Olios och familjen jättekrabbspindlar. Inga underarter finns listade i Catalogue of Life.